# Musées de Reims
Les Musées de Reims sont un organisme rassemblant les musées suivants :
- Musée des Beaux-Arts
- Musée Saint-Remi
- Musée de la Reddition
- Musée du fort de la Pompelle
- Chapelle Foujita
- Musée-hôtel Le Vergeur